# Ignacio Ayala
Ignacio Ayala (n. ? - m. 1814 en Tixtla, Provincia de Tecpan)  fue un comerciante, insurgente y político mexicano que participó en la Guerra de Independencia de México al lado de José María Morelos y Pavón, quien le otorgó el grado de mariscal de campo por sus acciones en combate. Fue el primer intendente de la Provincia de Tecpan, hoy Estado de Guerrero.

## Orígenes
Radicó por mucho tiempo en Tepecoacuilco, donde fue propietario de una tienda de abarrotes atendida por su esposa María Trinidad y algunas de sus hijas.

## Insurgencia
Se adhirió a la causa de la Independencia desde un principio, al lado de Morelos. El 8 de agosto de 1811 salió de Tecpan al frente de un ejército de la Costa Grande con el fin de reconocer los puntos estratégicos dentro del plan de asediar el puerto de Acapulco. El objetivo no se logró, toda vez que la noche del día siguiente fue sorprendido por los disidentes David Faro y Mariano Tabares; Ayala fue hecho prisionero y conducido a su casa de Tecpan, donde quedó en libertad.
Acogido nuevamente por Morelos lo designó intendente (gobernador) de la provincia del sur (también llamada provincia de Tecpan), creada el 10 de septiembre de 1811. A pesar de aquella responsabilidad, asistió al segundo sitio de Acapulco en abril de 1813 y el 20 de agosto se dio por recibido del Fuerte de San Diego, juntamente con Hermenegildo Galeana. Con el grado de mariscal de campo, dio su voto para que Morelos fuera electo generalísimo por el Congreso de Chilpancingo en 1813.
Sus servicios a la causa insurgente habían sido tan notables que Morelos escribía a Carlos María de Bustamante desde Huetamo, el 4 de diciembre de 1813, lo siguiente:

“Ignacio Ayala ha llevado la tercia parte de peso de la conquista del sur, por lo que puedo desentenderme de encargárselo a V.E., más que a mí mismo”.

Cuando el capitán realista Juan Bautista Miota ocupó la plaza de Tecpan el 19 de abril de 1814, Ignacio Ayala logró escapar hacia Petatlán. En este lugar fue reducido a prisión por su antiguo correligionario José Elizondo Cabañas, quien lo entregó a Miota. Remitido a Chilpancingo, se le siguió proceso el 25 de mayo; condenado a la pena capital, ésta se consumó por orden virreinal en la ciudad de Tixtla.